# Coșeiu
Coșeiu (Roemeens), Kusaly (Hongaars) is een Roemeense gemeente in het district Sălaj.

## Bevolking
Coșeiu telde tijdens de volkstelling van 2011 in totaal 1198 inwoners. De meerderheid hiervan (611 personen) waren etnische Hongaren.